# Ајван Садерланд
Ајван Едвард Садерланд (енгл. Ivan Edward Sutherland; Хејстингс, 1938) је амерички информатичар познат по открићу Скечпеда, који се може сматрати неком врстом претходника графичког корисничког окружења.
Заслужан је за стварање Коен-Садерлендовог алгоритма.